# Женский художественный клуб Нью-Йорка
Женский художественный клуб Нью-Йорка (англ. Woman's Art Club of New York) — художественное объединение, предоставляющее средства и возможность для социального взаимодействия и продвижения работ женщин искусства.

## История

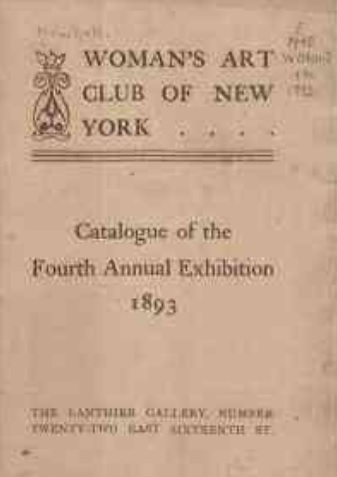
Каталог выставки Женского художественного клуба, 1893 год

Был основан в Нью-Йорке в 1889 году. Его членами были американские и иностранные участники. В 1913 году он изменил свое название на National Association of Women Painters and Sculptors. Существует по настоящее время и называется Национальная ассоциация женщин-художников.
Создан 31 января 1889 года художницами Эдит Преллвитц, Адель Беделл, Anita C. Ashley, Elizabeth S. Cheever и Grace Fitz-Randolph в студии последней на Вашингтон-сквер в Нью-Йорке. Его общей целью было общение между любителями искусства и выставок. Более конкретно он был направлен на то, чтобы обеспечить продажи произведений искусства, созданных женщинами, в то время ограниченными в своих возможностях по сравнению с художниками-мужчинами.
Клуб проводил ежегодные художественные выставки, в которых его участники могли свободно представить одну художественную работу, а любые дополнительные работы рассматривались отборочным жюри. Клуб принимал заявки американских женщин и зарубежных. Так на выставке 1892 года было представлено около 300 произведений искусства, наряду картин, написанных маслом, были представлены акварели, офорты, выполненные пастелью и мелками.
Ежегодно на собрании в ноябре месяце избирался Исполнительный комитет. В 1913 году название организации было изменено на Национальную ассоциацию женщин-художников и скульпторов, а в 1941 году она стала носить название Национальной ассоциации женщин-художников.
В числе членов Нью-йоркского женского художественного клуба были: Аделаида Деминг, Эмма Купер, Луиза Кокс, Дженни Делони и другие художницы.